# Affaire Zuma
L'« affaire Zuma » est un scandale politico-financier impliquant, en Afrique du Sud, deux filiales sud-africaines du groupe français d'électronique de défense Thomson CSF (actuel groupe Thales), Thint et Thint Holding, ainsi que le vice-président puis président sud-africain Jacob Zuma et son conseiller financier, Schabir Shaik. 
L'affaire concerne précisément des pots-de-vin perçues à l'occasion de contrat d'armement d'un montant de 51 milliards de rands (environ 3 milliards d'euros de 2019).
Le 2 juin 2005, Schabir Shaik, alors seul inculpé dans ce dossier, est condamné à quinze ans de prison ferme pour avoir versé à Jacob Zuma près de 160 000 euros entre 1995 et 2001 dans le cadre d'un trafic d'influence et notamment pour avoir négocié un pot-de-vin entre Zuma et le fabricant d'armes Thint, prévoyant un versement annuel de 500 000 rands (60 530 euros) au vice-président. Les poursuites contre Jacob Zuma lui-même ont été annulées par deux fois avant de reprendre en 2018. 

## Le programme d'armement du gouvernement sud-africain
L'affaire Zuma a pour origine un programme d'achat d'armes de 1998-1999 effectué par le gouvernement dirigé par Nelson Mandela. Le programme visait à moderniser l'équipement de défense de l'armée sud-africaine, ce qui comprenait l'achat de corvettes, de sous-marins, d'hélicoptères utilitaires légers, d'avions d'entraînement de combat et d'avions de combat légers. 
Deux filiales sud-africaines du groupe français d'électronique et de défense sont soupçonnées de trafics d'influence avec de hautes personnalités du congrès national africain, le parti au pouvoir.  

## Affaire Thint Thomson-CSF
L'affaire débute en 2000 à l'initiative de la cellule de lutte anti-corruption et des enquêtes menées par les enquêteurs de l’unité d’élite des Scorpions. 
En août 2003, le procureur général, Bulelani Ngcuka, renonce cependant à engager les poursuites contre Jacob Zuma, bien qu'il affirme disposer de suffisamment de charges pour pouvoir le faire, mais aussi contre la filiale sud-africaine du groupe Thomson-CSF. Seul Schabir Shaik, le conseiller financier de Zuma, est poursuivi. 

### Le procès de Schabir Shaik
Selon l'acte d'accusation, un pacte de corruption aurait été passé entre les filiales du groupe français et Jacob Zuma, « lui promettant une rente annuelle de 500 000 rands (soit 62 500 euros), en échange de sa protection contre toute éventuelle enquête sur la régularité du contrat mais aussi son «soutien permanent» pour des «projets futurs» ». Shabir Schair aurait été l'intermédiaire entre les corrupteurs et le corrompu. La société française a toujours contesté ces faits. Tout en contestant la moindre volonté de corruption, Schabir Shaik reconnaît le versement de près 160 000 euros à Jacob Zuma entre 1995 et 2002 à une époque où Zuma est ministre provincial au Kwazulu-Natal. 
En 2003, les tentatives du clan Zuma de discréditer le procureur Nguka échouent,,,. Au fil de l'enquête apparait même l'existence d'une caisse noire du congrès national africain (ANC), le Development Africa Trust. La situation financière délicate de Zuma, criblé de dettes, est aussi exposée au grand jour. Pour Schabir Shaik, les versements versés par son intermédiaire devaient être considérées comme des contributions à l'ANC car elles étaient justifiées par les fonctions exercées par Zuma au titre de son parti. 
En juin 2005, Shaik est condamné à 15 ans de prisons pour corruption et fraude. Dans l'énoncé du verdict, le juge de la Haute cour de Durban met en cause Jacob Zuma en affirmant qu'« à la lumière des preuves, nous avons trouvé que le paiement était de l’argent destiné à corrompre et influencer Mr Zuma à prendre des décisions qui vont contre ses pouvoirs constitutionnels et protéger les intérêts de monsieur Shaik et ceux de ses compagnies ». L'appel de Schabir Shaik sera rejeté et l'homme d'affaires finalement libéré de prison pour raisons médicales en 2009.

## Conséquences politiques de l'affaire pour Jacob Zuma
La condamnation de Shaik entraine 48 heures plus tard le limogeage de Zuma de la vice-présidence sud-africaine,. 
Ce limogeage entraine une crise profonde au sein de l’ANC entre les partisans du président Thabo Mbeki et de Jacob Zuma. Celui-ci prend sa revanche durant le congrès de l'ANC à Polokwane en 2007, en prenant la présidence du parti aux dépens des partisans de Mbeki, puis en parvenant à évincer ce dernier de la présidence sud-africaine et à s'emparer de celle-ci en 2009.

## Les poursuites judiciaires contre Zuma
Après le verdict rendu contre Shaik, Jacob Zuma est inculpé pour corruption, fraude fiscale et extorsion de fonds, ainsi que les deux filiales sud-africaines du groupe Thalès. Zuma reçoit le soutien de la ligue de jeunesse de l'ANC, du Parti communiste sud-africain et de la COSATU qui demandent le retrait des chefs d'inculpation contre Zuma, menaçant de recourir à des manifestations « de masse » si les accusations étaient maintenues. 
Le 20 septembre 2006, un tribunal sud-africain ordonne l'abandon des accusations de corruption à la faveur d'un vice de procédure soulevé par les avocats de Zuma. 
Le 28 décembre 2007, Zuma est de nouveau inculpé de corruption, fraude, blanchiment d'argent, racket et évasion fiscale dans le cadre de l'enquête impliquant le groupe d'armement Thales, alors qu'il vient à peine de remporter la présidence de l'ANC (lors de la conférence de Polokwane). De nouveaux éléments à charge démontreraient que les sommes illégalement perçues étaient supérieures aux estimations initiales. 
Cependant, la divulgation d'enregistrements téléphoniques prouvant l'existence de pressions du camp du président Mbeki sur des magistrats, permettent en septembre 2008 à Jacob Zuma d'obtenir l’abandon des poursuites pour vice de forme. Le juge précise cependant que les accusations contre Zuma existent toujours et qu'un nouveau procès pourrait avoir lieu. 
Le 12 janvier 2009, la Cour suprême d’appel annule ce jugement et réactive les poursuites pour corruption. Dans ses attendus, le vice-président de la Cour estime notamment que les motifs du juge de première instance n’étaient pas valides et que celui-ci avait « outrepassé » sa compétence en accusant d'ingérence l’ex-président Thabo Mbeki. Toutefois, en avril 2009, quelques semaines seulement avant l'élection de Zuma à la présidence de l'Afrique du Sud, le parquet décide de retirer ses poursuites,.
En 2011, Zuma, président de la République, nomme une commission d'enquête, composée de juges, pour enquêter sur les allégations de corruption. Fin 2015, le rapport de celle-ci blanchit le président sud-africain des allégations répandues de corruption et de fraude dans le processus d'acquisition des armes
Saisie en 2016 par l’opposition, la Haute Cour de Pretoria juge néanmoins « irrationnelle » la décision du parquet prise en 2009 d’abandonner pour « vice de forme » les 783 charges qui avaient été retenues contre Jacob Zuma dans cette affaire de contrat d’armement. Le parquet fait alors appel. En octobre 2017, la Cour suprême ouvre définitivement la voie à la tenue d’un nouveau procès pour corruption, annulant définitivement la décision du parquet d’abandonner les poursuites. A peine un mois après que Zuma ait été contraint de quitter le pouvoir, le parquet sud-africain annonce le 16 mars l'ouverture d'une procédure pour corruption et contre le groupe Thales. Jacob Zuma, accusé d'avoir touché 4 millions de rands (249.000 euros) de pots-de-vin de la part de Thomson-CSF, est ainsi de nouveau poursuivi pour 16 chefs d'inculpation dont ceux de corruption, blanchiment d'argent et racket. En novembre 2019, Jacob Zuma qui contestait sa mise en accusation est débouté par la Haute Cour de Pietermaritzburg.
En septembre 2020, Jacob Zuma est invité à se présenter devant les juges du 16 au 21 novembre 2020, dates non négociables. Jacob Zuma se plaignant d’ennuis de santé, s’était déjà absenté à plusieurs audiences, Il est donc attendu devant la commission qui enquête sur les nombreux scandales de corruption qui émaillent ses deux mandats (2009-2018).
En mai 2021, Jacob Zuma est convoqué devant le tribunal de Pietermaritzburg pour répondre de seize chefs d’accusation, dont la fraude, le trafic d’influence et l’extorsion en lien avec l’achat d’avions de combat, patrouilleurs et équipement militaire au groupe français Thales lorsqu’il était encore vice-président.
Le procès pour corruption de Jacob Zuma, qui devait commencer le 17 mai 2021, est reporté par la justice au 26 mai suivant.
En juillet 2021, Jacob Zuma, condamné à 15 mois de prison ferme pour outrage, s'est constitué prisonnier, a annoncé la fondation qui le représente. Le 12 juillet 2021, la Cour constitutionnelle réexamine la peine de quinze mois de prison ferme qu’elle a infligée à Jacob Zuma pour outrage à la justice.
Le 9 août 2021, le procès de Jacob Zuma pour corruption est reporté au 9 septembre 2021.